# シャギー・ドッグ
『シャギー・ドッグ』（The Shaggy Dog）は、2006年にアメリカ合衆国で公開されたコメディ映画。
1959年のアメリカ映画『ボクはむく犬』（原題は同じくThe Shaggy Dog）の、『帰ってきたむく犬』（1987年）、『ボクはむく犬1994』（1994年）に続く3度目のリメイクである。

## 概要
『ボクはむく犬』は幾度かリメイクされているが、基本的なシチュエーションは同じであるものの、4作とも主役および登場人物がまったく異なる。
本来の設定では、古代文明の指輪を手にした主人公が、指輪に刻まれている呪文「インケーニス、コーボーレー、トランズミュートー」を唱えたことから犬に変身してしまうというものであったが、本作では指輪の件が描かれておらず、科学実験の影響で犬に変化してしまうという設定になっている。

## ストーリー
地方検事代理のデイヴは出世に燃える仕事人間であり、家庭を顧みない彼から家族の心は次第に離れていっていた。そんなデイヴが新たに担当することになった事件は、製薬会社の動物実験に反対する高校教師が、その研究所に放火したというものだった。この教師の教え子だったデイヴの娘は、製薬会社の違法実験を証明しようと研究所に忍び込み、そこから毛むくじゃらの犬（シャギー・ドッグ）を家に連れ帰る。だが、デイヴは大の犬嫌いであり、この犬を追い出そうして手を噛まれてしまう。すると翌朝、デイヴの様子はいつもと異なり、無意識におかしな行動をとるようになる。実はデイヴの体は徐々に変化しており、ついには完全に犬と化してしまう。デイヴは、その原因を突き止めるべく研究所を探り、製薬会社の裏の顔を知るのだった。

## キャスト
※括弧内は日本語吹替
- デイヴ・ダグラス - ティム・アレン（磯部勉）
- レベッカ・ダグラス - クリスティン・デイヴィス（福島桂子）
- カーリー・ダグラス - ジーナ・グレイ（桐江杏奈）
- ジョッシュ・ダグラス - スペンサー・ブレスリン（畠中祐）
- マーカス・コザック - ロバート・ダウニー・Jr（畠中洋）
- ケン・ホリスター - ダニー・グローヴァー（池田勝）
- ジャスティン・フォレスター - ジョシュア・レナード
- トレイ - ショーン・パイフロム
- ラリー - ジャレッド・ポール
- クレア・ウィテカー - ジェーン・カーティン
- ランス・ストリックトランド - フィリップ・ベイカー・ホール

## ノミネート
| 映画祭・賞             | 部門                             | 候補           | 結果       |
| ---------------------- | -------------------------------- | -------------- | ---------- |
| ゴールデンラズベリー賞 | 最低主演男優賞                   | ティム・アレン | ノミネート |
| ゴールデンラズベリー賞 | 最低リメイク及び盗作賞           |                | ノミネート |
| ゴールデンラズベリー賞 | ファミリー映画と宣った最低作品賞 |                | ノミネート |